# Mongaguá
Mongaguá is een gemeente in de Braziliaanse deelstaat São Paulo. De gemeente telt 44.087 inwoners (schatting 2009).

## Aangrenzende gemeenten
De gemeente grenst aan Itanhaém, Praia Grande en São Vicente.

## Verkeer en vervoer
De plaats ligt aan de noord-zuidlopende weg BR-101 tussen Touros en São José do Norte. Daarnaast ligt ze aan de weg SP-055.